# Deutsche Cadre-71/2-Meisterschaft 2006/07

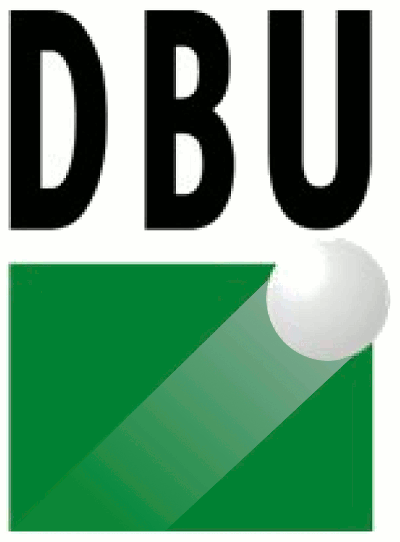
Verbandslogo: DBU

Die Deutsche Cadre-71/2-Meisterschaft 2006/07 ist eine Billard-Turnierserie und fand vom 24. bis zum 25. Oktober 2006 in Bad Wildungen zum 57. Mal statt.

## Geschichte
Ungeschlagen gewann Thomas Nockemann seinen siebten DM-Titel im Cadre 71/2. Knapp wurde es aber für ihn im Halbfinale gegen Dieter Steinberger. Hier konnte er erst in der zweiten Verlängerung mit 15:4 gewinnen. Im Finale gegen den Überraschungsfinalisten Frank Müller hielt er sich dann aber schadlos und gewann sicher mit 150:87 in 9 Aufnahmen. Die Turnierinformationen sind aus eigenen Unterlagen.

## Modus
Gespielt wurden zwei Vorrundengruppen bis 150 Punkte. Die beiden Gruppenbesten spielten dann im K.-o.-System den Sieger aus. Platz drei wurde nicht mehr ausgespielt.
Die Endplatzierung ergab sich aus folgenden Kriterien:
1. Matchpunkte
2. Generaldurchschnitt (GD)
3. Bester Einzeldurchschnitt (BED)
4. Höchstserie (HS)

## Teilnehmer (alphabetisch)
1. Thomas Nockemann (DBC Bochum) (Titelverteidiger)
2. Thomas Berger (Wiesbadener BC)
3. Sven Daske (BG Hamburg)
4. Markus Dömer (BF Horster-Eck Essen)
5. Markus Melerski (Bfr. Weitmar)
6. Frank Müller (SV Vötting-Weihenstephan)
7. Arnd Riedel (BC Wedel)
8. Dieter Steinberger (BC Kempten)

## Turnierverlauf

### Gruppenphase
| MP    | Match Points (Sieger = 2; Unentschieden = 1; Verlierer = 0) |
| Pkte. | Erzielte Karambolagen                                       |
| Aufn. | Benötigte Versuche                                          |
| GD    | Generaldurchschnitt                                         |
| BED   | Bester Einzeldurchschnitt eines Spielers                    |
| HS    | Höchstserie                                                 |
|       | Bester GD des Turniers                                      |
|       | Bester ED des Turniers                                      |
|       | Beste HS des Turniers                                       |
|       | 1. Platz (Gold)                                             |
|       | 2. Platz (Silber)                                           |
|       | 3. Platz (Bronze)                                           |

| Platz                      | Name          | MP  | Pkte. | Aufn. | GD    | BED   | HS |
| -------------------------- | ------------- | --- | ----- | ----- | ----- | ----- | -- |
| 1                          | Th. Nockemann | 6:0 | 450   | 23    | 19,57 | 30,00 | 76 |
| 2                          | Frank Müller  | 4:2 | 317   | 28    | 11,32 | 13,63 | 69 |
| 3                          | Markus Dömer  | 2:4 | 320   | 36    | 8,89  | 6,13  | 50 |
| 4                          | Arnd Riedel   | 0:6 | 214   | 35    | 6,11  | –     | 38 |
| Gruppendurchschnitt: 10,66 |               |     |       |       |       |       |    |

| Platz                      | Name               | MP  | Pkte. | Aufn. | GD    | BED   | HS  |
| -------------------------- | ------------------ | --- | ----- | ----- | ----- | ----- | --- |
| 1                          | Sven Daske         | 6:0 | 450   | 24    | 18,75 | 50,00 | 86  |
| 2                          | Dieter Steinberger | 4:2 | 427   | 25    | 17,08 | 18,75 | 61  |
| 3                          | Markus Melerski    | 2:4 | 365   | 25    | 14,60 | 12,50 | 103 |
| 4                          | Thomas Berger      | 0:6 | 327   | 34    | 9,62  | –     | 72  |
| Gruppendurchschnitt: 14,52 |                    |     |       |       |       |       |     |

## Finalrunde
| Halbfinale         |     |            |   |       |       |    |
| Thomas Nockemann   | 2:0 | 150(15/15) | 6 | 25,00 | 25,00 | 54 |
| Dieter Steinberger | 0:2 | 150(15/4)  | 6 | 25,00 | 25,00 | 66 |
| Sven Daske         | 0:2 | 63         | 5 | 12,60 | –     | 36 |
| Frank Müller       | 2:0 | 150        | 5 | 30,00 | 30,00 | 63 |
| Finale             |     |            |   |       |       |    |
| Thomas Nockemann   | 2:0 | 150        | 9 | 16,66 | 16,66 | 39 |
| Frank Müller       | 0:2 | 87         | 9 | 9,66  | –     | 40 |

## Abschlusstabelle
| Klassement                 | Klassement | Klassement         | Klassement | Klassement | Klassement | Klassement | Klassement | Klassement | Klassement |
| Phase                      | Platz      | Name               | MP         | Pkte.      | Aufn.      | GD         | BED        | HS         |            |
| -------------------------- | ---------- | ------------------ | ---------- | ---------- | ---------- | ---------- | ---------- | ---------- | ---------- |
| Finale                     | 1          | Thomas Nockemann   | 10:0       | 750        | 38         | 19,73      | 30,00      | 76         |            |
| Finale                     | 2          | Frank Müller       | 6:4        | 554        | 42         | 13,19      | 30,00      | 69         |            |
| Halb- finale               | 3          | Sven Daske         | 6:2        | 513        | 29         | 17,68      | 50,00      | 86         |            |
| Halb- finale               | 3          | Dieter Steinberger | 4:4        | 577        | 31         | 18,61      | 25,00      | 66         |            |
| Gruppen- phase             | 5          | Markus Melerski    | 2:4        | 365        | 25         | 14,60      | 12,50      | 103        |            |
| Gruppen- phase             | 6          | Markus Dömer       | 2:4        | 320        | 36         | 8,88       | 6,13       | 50         |            |
| Gruppen- phase             | 7          | Thomas Berger      | 0:6        | 327        | 34         | 9,61       | –          | 45         |            |
| Gruppen- phase             | 8          | Arnd Riedel        | 0:6        | 214        | 35         | 6,11       | –          | 38         |            |
| Turnierdurchschnitt: 13,40 |            |                    |            |            |            |            |            |            |            |